# Hubert Hurkacz
Hubert Hurkacz (født 11. februar 1997 i Wrocław, Polen) er en professionel mandlig tennisspiller fra Polen.